# Filippo Meneghetti
Filippo Meneghetti, né à Monselice en 1980, est un réalisateur et scénariste de cinéma italien. 

## Biographie
Filippo Meneghetti est notamment connu pour avoir réalisé le film Deux, sorti en 2019. Deux est le premier long métrage du réalisateur. 
Pour ce film, il est nommé aux César 2021 puis pré-sélectionné dans la catégorie Oscar du meilleur Film étranger des Oscar 2021. Deux a en effet été choisi pour représenter la France .

## Filmographie
comme scénariste
- 2009 : Imago mortis, long métrage de Stefano Bessoni

comme scénariste et réalisateur
- 2009 : Maistrac : Lavorare in cantiere, documentaire
- 2012 : L'intruso, court-métrage
- 2012 : Undici, court-métrage
- 2018 : La Bête, court-métrage
- 2019 : Deux, long métrage[3]

comme assistant-réalisateur
- 2012 : Butler, woman, man, court-métrage de Michael Langan
- 2015 : Le Monde qui nous perd, court-métrage d'Alexandra Badea

## Distinctions
| Prix                       | Année | Catégorie                                         | Titre | Nomination/Récompense |
| -------------------------- | ----- | ------------------------------------------------- | ----- | --------------------- |
| 26e cérémonie des Lumières | 2021  | Lumière du meilleur film                          | Deux  | Nomination            |
| 26e cérémonie des Lumières | 2021  | Lumière de la meilleure mise en scène             | Deux  | Nomination            |
| 26e cérémonie des Lumières | 2021  | Lumière du meilleur scénario                      | Deux  | Nomination            |
| 26e cérémonie des Lumières | 2021  | Lumière du meilleur premier film                  | Deux  | Lauréat               |
| 46e cérémonie des Césars   | 2021  | César du meilleur scénario original               | Deux  | Nomination            |
| 46e cérémonie des Césars   | 2021  | César du meilleur premier film                    | Deux  | Lauréat               |
| Golden Globes              | 2021  | Golden Globe du meilleur film en langue étrangère | Deux  | Nomination            |